# Paradigme
Ordet paradigme kommer fra græsk (παράδειγμα parádeigma, som er sammensat af para = "hos" + deiknynai = "vise", og det betyder tilsammen "forbillede" eller "mønster"), heraf kommer nutidens brug: en tænkemåde eller et system af tanker og sammenhænge.
Mens paradigme tidligere alene blev brugt i videnskabelig sammenhæng, hvor det betegner den helt overordnede ramme for gyldighed af omverdens-fortolkninger, ses udtrykket i dag ofte at blive brugt synonymt med 'verdensanskuelse' eller endog 'synsvinkel'.[kilde mangler] Mens den moderne videnskab forestiller sig, at ét paradigme må være sandt, opererer mere postmoderne videnskabsteori med ikke-konkurrerende sameksistens af mangfoldige, hinanden gensidigt udelukkende paradigmer.[kilde mangler]
Paradigmer sættes ofte i forbindelse med den amerikanske videnskabsfilosof Thomas Kuhn (1922-1996). I værket Structure of scientific revolutions fra 1962 formuleres begrebet, i denne betydning for første gang, og værket fik senere stor udbredelse. Her opfattes et paradigme som en samling af opfattelser og argumenter, der deles af en gruppe af forskere. 
Paradigmebegrebet er populært, men anvendes ofte i en betydning, der afviger fra den oprindelige formulerede af Kuhn.[kilde mangler] En generel nutidig, videnskabelig opfattelse er, at et paradigme er mønsterdannende og identificeret ved nogle grundlæggende tankeformer og antagelser omkring videnskaben og virkeligheden. Et paradigme er en sammenhængende teoridannelse og et overordnet verdensbillede, som deles af et videnskabeligt fællesskab.[kilde mangler] Det er derfor muligt at identificere forskellige paradigmer indenfor videnskabelige domæner, hvor paradigmer eksempelvisvis kan bestå af epistemologiske retninger, som eksempelvis et hermeneutisk paradigme indenfor humaniora.
En anden betydning af paradigme er forbillede. Et eksempel er fra Islam, hvor Muhammeds sunna (sædvane) beskrevet i Hadith-samlingerne, står som et paradigme for alle muslimer. Et paradigme er med andre ord en måde at anskue tingene på.[kilde mangler]